# Lucia Medzihradská
Lucia Medzihradská (* 14. November 1968 in Brezno) ist eine ehemalige tschechoslowakische und slowakische Skirennläuferin. Sie fuhr in allen Disziplinen und war vor allem in Kombinationen erfolgreich.

## Biografie
International trat Medzihradská erstmals bei den Juniorenweltmeisterschaften 1986 in Bad Kleinkirchheim in Erscheinung. Dort gewann sie die Goldmedaille im Riesenslalom und in der Kombination sowie die Silbermedaille im Slalom. Die ersten Weltcuppunkte gewann sie am 4. Januar 1987 mit Platz 12 im Slalom von Maribor. Bei den Weltmeisterschaften 1987 in Crans-Montana fuhr sie in der Kombination auf den 10. Platz, bei den Olympischen Winterspielen 1988 in Calgary wurde sie in derselben Disziplin Sechste.
In der Folge konnte sich Medzihradská nicht weiter steigern. Die besten Ergebnisse im Weltcup sind zwei fünfte Plätze, jeweils in Kombinationswertungen. Die einzige Top-Ten-Klassierung in einem Einzelrennen gelang ihr 1991 mit dem 7. Platz in der Abfahrt von Méribel. Bei den Olympischen Winterspielen 1992 in Albertville fuhr sie in der Kombination auf den 8. Platz. In der Saison 1994/95 beendete sie ihre Sportkarriere.
Medzihradská studierte Kulturtheorie an der Comenius-Universität Bratislava und wanderte anschließend nach Australien aus. Sie lebt heute in Melbourne, wo sie als Grafikdesignerin tätig ist.

## Erfolge
Olympische Spiele
- Calgary 1988: 6. Kombination, 10. Abfahrt, 13. Slalom
- Albertville 1992: 8. Kombination, 16. Abfahrt, 16. Slalom, 20. Riesenslalom, 27. Super-G
- Lillehammer 1994: 20. Slalom, 32. Slalom, 33. Super-G

Weltmeisterschaften
- Crans-Montana 1987: 10. Kombination, 11. Slalom
- Vail 1989: 14. Slalom
- Morioka 1993: 23. Slalom, 29. Super-G, 31. Abfahrt

Weltcup
- Saison 1987/88: 7. Kombinationsweltcup
- Saison 1990/91: 7. Kombinationsweltcup
- 5 Platzierungen unter den besten zehn

Juniorenweltmeisterschaften
- Jasná 1985: 10. Slalom, 11. Riesenslalom, 22. Abfahrt
- Bad Kleinkirchheim 1986: 1. Riesenslalom, 1. Kombination, 2. Slalom, 5. Abfahrt